# درو بيركنز
درو بيركنز (بالإنجليزية: Drew Perkins)‏ هو سياسي أمريكي، ولد في 21 مارس 1956 في بويسي في الولايات المتحدة. حزبياً، نشط في الحزب الجمهوري. وقد انتخب عضو مجلس ولاية وايومنغ.